# موسيقى ناشفيل

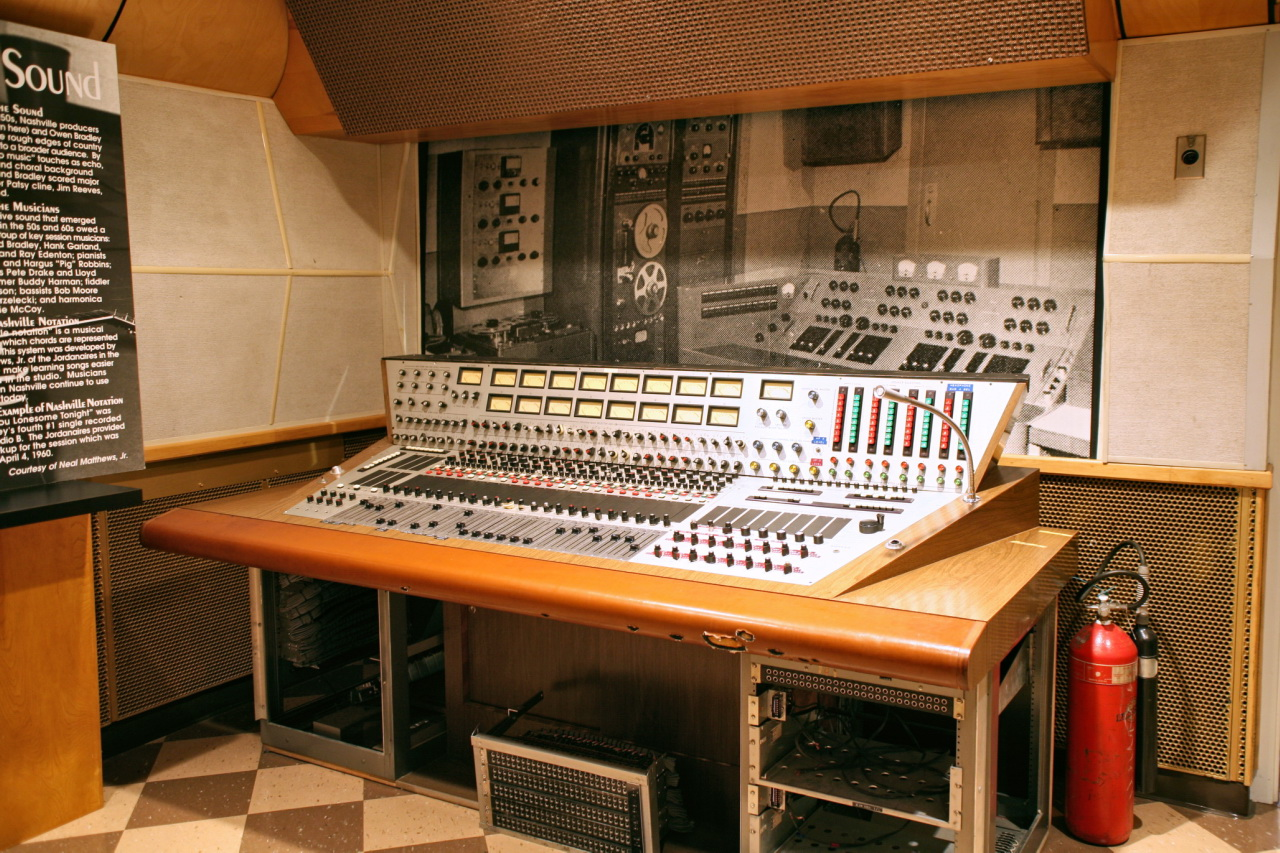

موسيقى ناشفيل (بالإنجليزية: Nashville sound)‏ هو تيار ضمن موسيقى الكانتري نشأ خلال أواخر الخمسينات، وهيمن على قوائم بيلبورد لأغاني وألبومات الكانتري آخذا الصدارة من موسيقى الهونكي تونك التي كانت شعبية في الأربعينات والخمسينات. وتميز هذا الصنف باعتماده على الأوركسترات الوترية والصوت الناعم. والتعبير نفسه قد يشير إلى وسائل الإنتاج أكثر مما إلى الموسيقى الفعلية، ويرجع تاريخ موسيقى ناشفيل عموما إلى عام 1957 أو 1958.[هل المصدر موثوق به؟]

## أصول
من أهم الرواد في موسيقى ناشفيل كانوا منتجي شركات ديكا وأر سي أيه وكولومبيا في ناشفيل، تينيسي، بما في ذلك المدير ستيف شولز والمنتجون تشيت أتكينز، وأوين برادلي، وبوب فيرغسون، ومهندس الصوت بيل بورتر. وكانوا قد استبدلوا العناصر الشعبية في موسيقى الهونكي تونك (الكمان، والإيتار الجديدي، والغناء الأنفي) بعناصر من الموسيقى البوب في الخمسينات (أوركسترا وترية، غناء خلفي، غناء طربي رئيسي). اعتمد المنتجون على مجموعة صغيرة من الموسيقيين عرفوا باسم «فريق نخبة ناشفيل» أو Nashville A-Team، حيث كانوا يتكيفون بسرعة مع مختلف الأصناف ما جعل وجودهم مهما في إنتاج الأغاني الناجحة. ومن هؤلاء كانت فرقة أنيتا كير الرباعية، وكانوا أهم كورس في بداية الستينات. ذكرت مجلة تايم في عام 1960 أن ناشفيل تفوقت على هوليوود كثاني أكبر مركز لإنتاج الاسطوانات في البلاد (بعد نيويورك).
قال مؤرخ موسيقى الكانتري ريتش كينزلي أن أغنية "Gone"، للمغنى فرلين هاسكي والتي سجلت في نوفمبر 1956، «قد تكون أول أغنية مهدت الطريق إلى موسيقى ناشفيل». أما الكاتب كولين إسكوت فيقول أن أغنية جيم ريفز "Four Walls"، وسجلت فبراير 1957، هي أول أغنية سجلت لهذا الصنف، أما المنتج وعازف الإيتار تشيت اتكينز، الذي كان له دور كبير في نشر موسيقى ناشفيل، فيرى أن أغنية دون غيبسون "Oh Lonesome Me" في وقت متأخر في نفس العام، إلى أنها من بدأت هذا التيار الموسيقي.
نشر ديفيد كانتويل في مقال له أن أغنية «دونت بي كرول» لمغني الروك أند رول إلفيس بريسلي، والتي أصدرت في يوليو 1956، تعتبر من بدأت عصر موسيقى ناشفيل. إلا أن معظم مؤرخي ونقاد الموسيقى يرفضون حجة كانتويل ويرون أن الأغنية هي أغنية روكابيلي نقية. وما يدعم هذه الحقيقة أيضا أن الأغنية تم تسجيلها في مدينة نيويورك. وقد ذكر مصطلح «موسيقى ناشفيل» للمرة الأولى في مقال عن جيم ريفز في عام 1958 في جريدة ميوزيك ريبورتر ومرة أخرى في عام 1960 في مقال في مجلة التايم حول ريفز.
وقال المنتج أوين برادلي عن موسيقى ناشفيل: «لقد ألغينا الكمان والإيتار الحديدي وأضفنا الجوقات. ولكن لا يمكننا أن تتوقف هنا. فالموسيقى يجب أن تتطور دوما لتحافظ على شبابها».

## كانتريبوليتان
بدأت موسيقى ناشفيل تواجه التحديات أمام موسيقى بيكرسفيلد على جانب الكانتري  وأمام الغزو البريطاني على جانب البوب؛ وما زاد الأمر هو الموت المبكر لنجمين رئيسيين هما باتسي كلاين وجيم ريفز في حوادث جوية منفصلة. تغيرت هيكلية موسيقى ناشفيل وتحولت إلى ما سمي لاحقا «كانتريبوليتان»، الذي زاد من اعتماده على الأوركسترا الوترية والكورس. وكان الهدف منه هو التوجه نحو السوق الرئيسي وشهد النجاح في أواخر الستينات وأوائل السبعينات. ومن بين من قادوا هذه الموجة كان المنتج بيلي شيريل (الذي كان له دور أساسي في إطلاق مسيرة تامي واينيت) وغلين ساتون. ومن بين الفنانين الذين اشتهروا في تلك الفترة تامي واينيت، غلين كامبل (الذي سجل في هوليوود وليس ناشفيل)، لين أندرسون، تشارلي ريتش، تشارلي برايد.
كانت موسيقى بيكرسفيلد وموسيقى الخارجين عن القانون هي السائدة بين هواة موسيقى الكانتري في حين سادت موجة الكانتريبوليتان على قوائم البوب.
عندما سؤل تشيت أتكينز عن موسيقى ناشفيل، وضع يده في جيبه، وهزّ عملاته المعدنية وقال «هذا هو. صوت المال».

## كانتري بوب
بحلول الثمانينات، اتجه العديد من مغني البوب نحو الكنتريبوليتان وصنعوا ما سمي بالكانتري بوب، وهو دمج بين موسيقى الكانتري والسوفت روك.

## أمثلة على موسيقى ناشفيل
- "Four Walls" بغناء جيم ريفز (1957)
- "Gone" بغناء فرلين هاسكي (1957)
- "A Fallen Star" بغناء جيمي سي نيومان (1957)
- "The Three Bells" بغناء براونز (1959)
- "He'll Have to Go" بغناء جيم ريفز (1960)
- "Last Date" بغناء فلويد كريمر (1960)
- "I'm Sorry" بغناء بريندا لي (1960)
- «آي فول تو بيسز» بغناء باتسي كلاين (1961)
- "Hello Fool" بغناء رالف إيمري (1961)
- "A Little Bitty Tear", "Call Me Mister In-Between", and "It's Just My Funny Way of Laughin'" بغناء بورل آيفز (1962)، وكان آيفز مغنيا شعبيا
- "The End of the World" بغناء سكيتر ديفس (1963) وحققت الأغنية النجاح على قائمة بيلبورد للبوب.
- "Here Comes My Baby" بغناء دوتي ويست (1964)
- «ميك ذا ورلد غو أواي» بغناء إدي أرنولد (1965)
- "Misty Blue" بغناء ويلما بورجيس (1966)
- «داني بوي» بغناء راي برايس (1967)

## أمثلة عن الكانتريبوليتان
- "(I Never Promised You a) Rose Garden" بغناء لين أندرسون (1971)
- "Help Me Make It Through the Night" بغناء سامي سميث (1971)
- "Kiss an Angel Good Morning" بغناء تشارلي برايد
- "Behind Closed Doors" بغناء تشارلي ريتش (1973)
- "The Most Beautiful Girl" بغناء تشارلي ريتش (1973)
- "Paper Roses" بغناء ماري أوزموند (1973)
- "Rhinestone Cowboy" بغناء غلين كامبل (1975)
- "He Stopped Loving Her Today" بغناء جورج جونز (1980)
- "Slow Hand" بغناء كونواي تويتي (1982)
- موسيقى روني ميلساب
- "Lady", "You Decorated My Life" وأغاني مماثلة بغناء كيني روجرز
- "When I Think About Cheatin'" بغناء غريتشين ويلسون (2004)